# Массида, Серджо
Серджо Массида (род. 26 января 2002 года) — итальянский тяжелоатлет, призёр чемпионата мира и Европы 2023 года. Чемпион мира среди молодёжи 2021 года и двукратный чемпион Европы среди молодёжи 2021 и 2022 годов.

## Карьера
В 2021 году принял участие на взрослом чемпионате Европы в Москве, в категории 61 кг занял итоговое седьмое место с результатом 280 килограммов.
В 2021 году на молодёжном чемпионате мира в весовой категории до 61 килограмма, завоевал золотую медаль, показав результат по сумме двух упражнений 285 килограммов.
В Ереване, на чемпионате Европы 2023 года, Серджо в категории до 61 кг, с результатом по сумме двух упражнений 292 кг завоевал серебряную медаль. В упражнении рывок он стал обладателем малой серебряной медали, а в упражнении толчок занял первое место.
В Саудовской Аравии, где состоялся Чемпионат мира по тяжёлой атлетике 2023 года, итальянский спортсмен в категории до 61 кг завоевал серебряную медаль чемпионата мира с результатом 302 кг по сумме двух упражнений. Малая серебряная медаль в рывке также досталась ему.
В феврале 2024 года на чемпионате Европы в Софии Массида завоевал малую серебряную медаль в упражнении рывок (141 кг). По итогам всех соревнований он занял 4-е место. 

## Достижения
Чемпионат мира
| Результат | Вес      | Год  | Место соревнований         | Рывок | Толчок | Общий вес |
| Серебро   | до 61 кг | 2023 | Эр-Рияд, Саудовская Аравия | 137,0 | 165,0  | 302,0     |

Чемпионат Европы
| Результат | Вес      | Год  | Место соревнований | Рывок | Толчок | Общий вес |
| Серебро   | до 61 кг | 2023 | Ереван, Армения    | 130,0 | 162,0  | 292,0     |